# Tokubaj Tajgarajew
Tokubaj Tajgarajew (ros. Токубай Тайгараев, ur. 1923 we wsi Kedej-Aryk w obwodzie dżalalabadzkim, zm. 19 lipca 1944 k. miejscowości Rudeny w gminie Lucyn na Łotwie) – sierżant Armii Czerwonej, Bohater Związku Radzieckiego (1945).

## Życiorys
Urodził się w chłopskiej kirgiskiej rodzinie. Skończył 7 klas, pracował w kołchozie, od września 1942 służył w Armii Czerwonej, walczył na froncie wojny z Niemcami, należał do WKP(b). Był dowódcą oddziału 1 kompanii piechoty 375 pułku piechoty 219 Dywizji Piechoty 3 Armii Uderzeniowej 2 Frontu Nadbałtyckiego w stopniu sierżanta, 14 lipca 1944 wyróżnił się przy przełamywaniu linii obrony przeciwnika pod wsią Safonowo, 5 dni później zginął w walce. 24 marca 1945 pośmiertnie otrzymał tytuł Bohatera Związku Radzieckiego i Order Lenina.